# Valentin von Berger
Valentin von Berger (10. november 1739 i Celle – 29. juli 1813) var en dansk officer, bror til Johan Just von Berger og far til Johan Erik von Berger.
Berger var først løjtnant i hannoveransk tjeneste, men kom 1764 i dansk og blev ansat som kaptajn i Fynske Dragonregiment, hvor han året efter blev eskadronschef, 1774 major og 1779 oberstløjtnant. Det følgende år ved oprettelsen af Sjællandske og Holstenske Husarregiment overgik han til førstnævnte som næstkommanderende, avancerede til oberst og blev 1789, da begge regimenter var forenede til ét, dets første chef. 1795 udnævntes han til generalmajor, 1803 blev han hvid ridder, 1810 generalløjtnant.
Berger ansås for en kyndig rytterofficer og havde bl.a. sæde i den kommission, der under landgrev Carl af Hessens forsæde 1790 blev nedsat for at udarbejde bedre reglementer for kavaleriet. Om han også havde evne til at kommandere større troppeled under feltforhold, lader der sig fra den her hjemme dådløse periode, hvori hans manddomsalder faldt, vanskelig drage nogen erkendelse. Som brigadekommandør i efteråret 1806 pådrog han sig stærk dadel af kronprinsen, fordi han på det blotte rygte om, at de franske tropper ville gå over den holstenske grænse, lod sine afdelinger hastig retirere og derved til dels fremkaldte panik i hærkorpset. De ham givne instruktioner var dog meget utydelige, og kronprinsen lagde selv senere liden vægt på det forefaldne, og i 1812, da hele Hæren var sat på krigsfod, havde han kommando som divisionsgeneral. Berger døde imidlertid, forinden de krigerske begivenheder tog deres begyndelse, 29. juli 1813.
Han var gift med Anna Elisabeth von Schilden (25. april 1745 – 10. juli 1787). Sammen med 2 brødre
naturaliseredes han 1776 som dansk adelsmand.